# SMS Ostfriesland
Az SMS Ostfriesland a Német Császári Haditengerészet egyik csatahajója volt, a Helgoland-osztály másodikként megépített egysége. A Nyílt-tengeri Flotta (Hochseeflotte) I. csatahajórajához (Geschwader I) lett beosztva és jórészt ennek a kötelékében szolgált az első világháború alatt. Testvérhajóihoz, a Helgolandhoz, a Thüringenhez és az Oldenburghoz hasonlóan az Ostfriesland is részt vett a háború nagy hadműveleteiben az Északi-tengeren, így a legnagyobb tengeri összecsapásában, a skagerraki csatában is, valamint több bevetésben a Balti-tengeren.
Az 1918 végén a német flotta modern egységeit Scapa Flow-ban internálták a béketárgyalások idejére, de a Helgoland-osztály négy egysége Németországban maradhatott. Az elsüllyesztett hajók helyett az antant végül ezeket a hajókat is követelte. Az osztozkodás során az Ostfrieslandot az Egyesült Államok kapta meg és rövid szolgálat után bombázási hadgyakorlatok célpontjaként süllyesztették el 1921 júliusában.

## Építés
Az Ostfrieslandot Ersatz Oldenburg néven rendelte meg a Német Császári Haditengerészet (Kaiserliche Marine) az Oldenburg partvédő páncélos pótlására. Nevét a birodalom északnyugati részén lévő Kelet-Frízföld régió után kapta. A megépítésére a wilhelmshaveni Kaiserliche Werft kapott megbízást és a 31-es építési számot kapta. A gerincét 1908. október 19-én fektették le és nem egészen egy évvel később bocsátották vízre 1909. szeptember 30-án. Keresztelését a legősibb fríz nemesi nemzetség egyik tagja, Innhausen és Knyphausen hercegnője végezte. A felépítmény megépítése és a páncélzattal való ellátása után 1911. augusztus 1-én vette át a haditengerészet, nem egészen három évvel építésének kezdete után. Felszereltségét úgy alakították ki, hogy egy csatahajóraj törzsét is fedélzetére tudja venni. A teljes építési költsége 43 579 000 arany márkát tett ki.
Technikai adatok
A csatahajó hosszúsága 167,2 m, szélessége 28,5 m, merülése 8,94 m, vízkiszorítása 24 700 tonna volt. Meghajtásáról 15 gőzkazán és három 4-hengeres gőzgép gondoskodott, melyek mindegyike 1-1 hajócsavart forgatott meg. A gépek teljesítménye 28 000 LE volt, amivel 21,2 csomós csúcssebességet tudott elérni. 3200 tonnás szénkészlettel és 10 csomós sebesség mellett a hatótávolsága 5500 tengeri mérföld volt. 1915-öt követően a kazánjait úgy módosították, hogy olajat fecskendezhessenek a szénhez. Olajból 197 tonnát vihetett magával. Legénységéhez 42 tiszt és 1071 sorállományú tengerész tartozott.
Fő fegyverzetét 12 darab 30,5 cm-es, 50 kaliberhosszúságú gyorstüzelő ágyú alkotta, melyeket hat lövegtoronyban helyeztek el (6×2). A másodlagos tüzérségét 14 darab 15 cm-es, 45 kaliberhosszúságú gyorstüzelő ágyú alkotta, melyeket a hajó két oldalán középen kazamatákban helyeztek el. Rendelkezett még 14 darab 8,8 cm-es, 45 kaliberhosszúságú löveggel is, melyek közül kettőt később hasonló paraméterű légvédelmi ágyúra cseréltek 1914-ben. Az Ostfrieslandnak volt hat víz alatti 50 cm-es torpedóvetőcsöve is. A vízvonal mentén középen a Krupp által gyártott 300 mm vastag cementált páncélzat borította. Hasonló vastagságú páncélzattal rendelkeztek a lövegtornyai elől és oldalt valamint a barbetták is. A fedélzetén a páncélvastagság 63,5 mm volt.

## Világháború előtt
Átadása után az Ostfriesland első parancsnoka Walter Engelhart sorhajókapitány lett és szeptember 15-ig menetpróbákat hajtott végre, majd 22-én a Nyílt-tengeri Flotta (Hochseeflotte) I. csatahajórajához (Geschwader I) osztották be. Egyéni, majd a rajjal közös gyakorlatok után novemberben részt vett a flotta hadgyakorlatain. 1912. április 24-én a Hugo von Pohl altengernagy vezette csatahajóraj zászlóshajója lett váltva a Westfalent. A Hochseeflotte hagyományos július-augusztusban sorra kerülő nyári útja, melyet rendszeresen a norvég vizekre tettek, félbeszakadt a második marokkói válság miatt és helyette a Balti-tengeren került sor rá. Az Ostfriesland és a flotta többi hajója a következő két év során számos hadgyakorlaton vett részt. Pohl 1912. szeptember 29-én átadta a raj vezetését Wilhelm von Lans ellentengernagynak. Az Ostfriesland nyerte az 1912-13-as Kaiserschiesspreist, a császár után elnevezett tüzérségi verseny díját. A hajó tüzérségi tisztje Friedrich Beesell sorhajóhadnagy volt és ő felelt a hajóraj egységeinek tüzérségi felkészítéséért.
1914. július 14-én vette kezdetét a hagyományos nyári út Norvégiába, mely az utolsó békeidőkbeli művelete volt a Császári Haditengerészetnek. A flotta tüzérségi gyakorlatokat tartott Skagennél Dániától északra, mielőtt folytatta volna az útját július 25-én. Másnap a flotta megkezdte visszaútját Ausztria-Magyarország Szerbiának küldött hadüzenete miatt. Az egész flotta gyülekezett a Skadenes-foknál 27-én és magas készültségi fokot elrendelve indult haza. Ausztria-Magyarország és Szerbia között július 28-án tört ki a háború és egy héten belül minden európai nagyhatalom belépett a konfliktusba. Július 29-re az I. csatahajóraj összes egysége visszatért Wilhelmshavenbe.

## Első világháború
A világháború első nagyobb tengeri ütközetére 1914. augusztus 28-án került sor Helgoland közelében. A Wangerooge megerődített szigetének közelében állomásozó Helgoland 04:30-kor parancsot kapott az Ostfrieslandhoz való csatlakozásra. 05:00-kor a két csatahajó találkozott a sérült Frauenlob és Stettin könnyűcirkálókkal. A hajók 07:30-ra visszatértek a kikötőbe. Szeptember 7-én az Ostfriesland és a Hochseeflotte többi egységével együtt kihajózott Helgoland szigetéhez gyakorlatozás céljából. Októberben az Ostfrieslandot egy pár 8,8 cm-es légvédelmi ágyúval (akkor megjelölése szerint ballonelhárító ágyúval) szerelték fel.

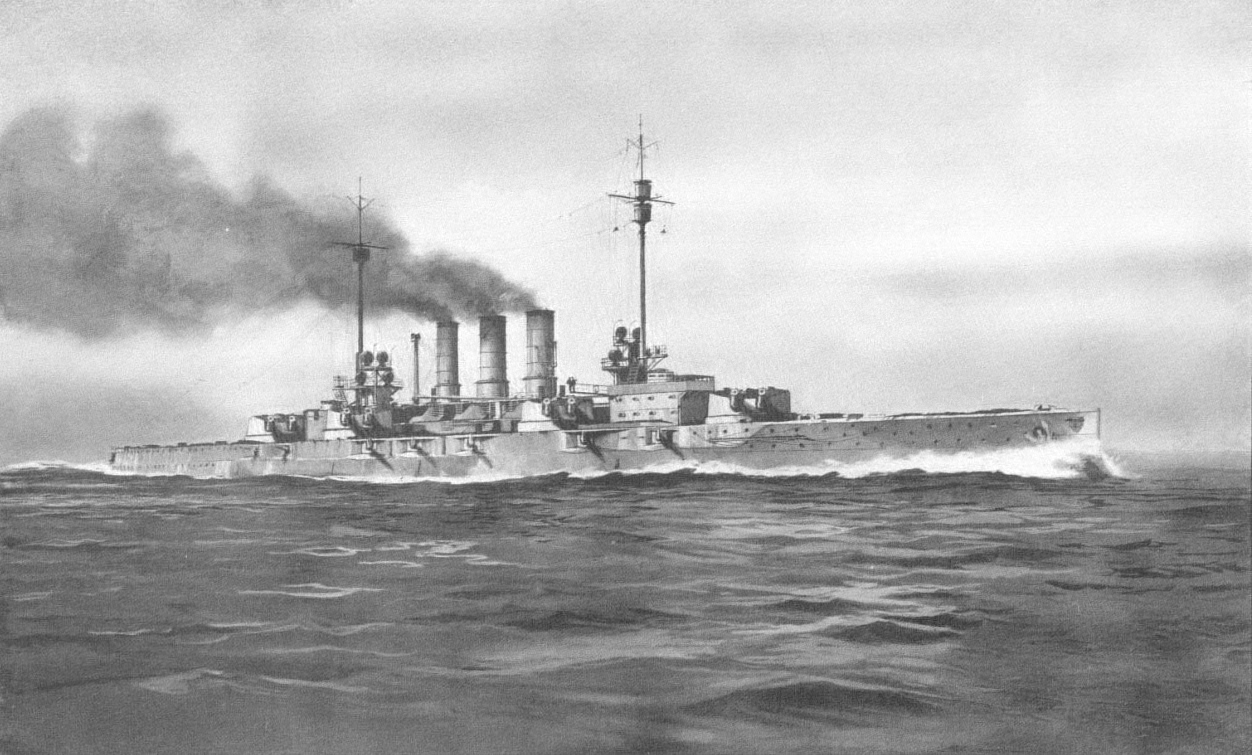
brit rekonstrukciós rajz a Helgoland-osztályú német csatahajókról

Az Ostfriesland részt vett a Hochseeflotte első előretörésében az Északi-tengeren 1914. november 2-3-án. Ennek során nem találkoztak össze brit egységekkel. A következő hadműveletre december 15-16-án került sor, mely Friedrich von Ingenohl tengernagy támadó stratégiájának első lépését képezte. Eszerint Franz Hipper ellentengernagy I. felderítőcsoportjának (Aufklärungsgruppe I) csatacirkálói az angol partok ellen intézett támadásaikkal kifutásra késztetik a Grand Fleet kisebb részeit, melyeket a lesben várakozó Hochseeflotte elé vontak és megsemmisítették volna. December 15-én hajnalban a Hochseeflotte kifutott a Scarborough, Hartlepool és Whitby elleni rajtaütés végrehajtására. Az este folyamán 12 német dreadnought (modern csatahajó), köztük az Ostfriesland és három testvérhajója valamint 8 pre-dreadnought (régi csatahajó) 10 tengeri mérföldre (19 km) megközelített egy hat csatahajóból álló brit köteléket. A kísérő rombolók között zajló kisebb összecsapások alapján Ingenohl úgy vélte, hogy a teljes Grand Fleettel áll szemben és ezért a császár utasításaira, miszerint kerülni kell a brit főerőkkel való harcot, a visszavonulás mellett döntött.
1914. január 24-én a doggerbanki csata alatt, melynek során David Beatty tengernagy meglepte az I. felderítőcsoport egységeit, az Ostfrieslandot az I. csatahajóraj többi egységével együtt Hipper túlerővel harcoló csatacirkálóinak támogatására küldték és 12:33-kor hajóztak ki a II. csatahajóraj régi csatahajóival együtt. A csatahajók már nem tudtak beavatkozni a küzdelembe és 19:05-re visszatértek a Schillig-révhez. Ebben az ütközetben veszett oda a Blücher páncélos cirkáló a brit hajók összpontosított tüzében, míg a Seydlitz csatacirkáló súlyosan megrongálódott a hátsó tornyaiban lévő kivetőtölteteinek lángra kapása miatt. A csata után nem sokkal a császár menesztette Ingenohlt és Hugo von Pohl tengernagyot nevezte ki a Hochseeflotte új parancsnokának február 2-án.
Az I. csatahajóraj vezetését 1915. február 16-án Eckermann altengernagy vette át és a nyolc egysége (Nassau- és Helgoland-osztály) 1915. február 22-én gyakorlatozás céljából a Balti-tengerre hajózott, mely művelet március 13-ig tartott. Az Északi-tengerre való visszatérése után a hajók eseménytelen bevetéseken vettek részt március 29-30-án, április 17-18-án, április 21-22-én valamint május 29-30-án. Augusztus 4-ig a flotta nem hajtott végre újabb hadműveleteket, mikor az I. csatahajóraj ismét a Balti-tengerre hajózott újabb hadgyakorlatok végrehajtására. A hónap során Ernst-Oldwig von Natzmer sorhajókapitány vette át a hajó parancsnokságát Engelhardttól.

### Hadműveletek a Rigai-öbölben

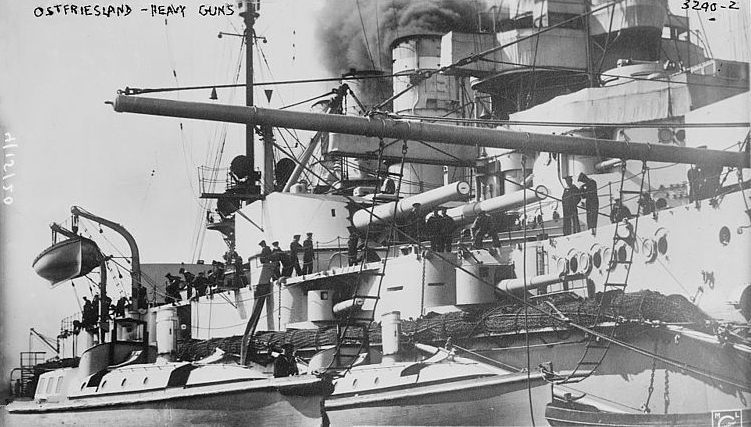
Közeli kép a csatahajó jobb oldali első lövegtornyáról és az alatta lévő kazamatalövegekről

A Balti-tengeren az I. csatahajóraj az 1915 augusztusában a Rigai-öbölbe tett előretörésre kijelölt haderő része volt. A nyolc csatahajón kívül a haderőhöz tartozott még a Von der Tann, a Moltke és a Seydlitz csatacirkáló, számos könnyűcirkáló, 32 romboló és 13 aknaszedő. A terv szerint az aknaszedők több sávban megtisztították volna az orosz aknamezőket, hogy az őket követő nagy egységek kiiktathassák az öbölben tartózkodó orosz haditengerészeti erőket, köztük a Szlava régi csatahajót. A németek ezt követően maguk telepítettek volna aknamezőket, melyekkel megakdályozták volna újabb orosz hadihajók érkezését az öbölbe. Az Ostfriesland és a többi nagy hajó többsége az öblön kívül maradt a hadművelet egész ideje alatt. A Nassau és a Posen csatahajókat augusztus 16-án az aknaszedők támogatására és a Szlava semlegesítésére rendelték, melyet azonban nem sikerült ártalmatlanítaniuk. Három nap alatt az orosz aknamezőkön sikerült folyosókat létesíteni és a flottilla augusztus 19-én behatolt az öbölbe, de az antant tengeralattjáróinak feltűnésének hírére másnap elrendelték a visszavonulást. Augusztus 26-ra az I. csatahajóraj egységei visszatértek Wilhelmshavenbe. Ezen a napon Erhard Schmidt altengernagy vette át a raj parancsnokságát.
Újabb előretöréseket hajtott végre a Hochseeflotte szeptember 11-12-én és október 23-24-én, de ellenséges erőkkel nem találkoztak. Utóbbi volt az utolsó hadművelet a súlyosan megbetegedett Hugo von Pohl tengernagy vezetésével, helyét Reinhard Scheer altengernagy vette át. Scheer elsősorban a korlátlan tengeralattjáróháború folytatását támogatta, de annak politikai okokból való felfüggesztése miatt a felszíni flotta aktívabb alkalmazását sürgette és erre februárban a császár engedélyt adott neki. Scheer első előretörését az Északi-tengerre március 5-7-én vezette, melyet március 21-22-én és március 25-26-án újabbak követtek.

### Lowestofti rajtaütés
Scheer következő hadművelete során az Ostfriesland a csatacirkálók Yarmouth és Lowestoft elleni rajtaütését támogatta április 24-én. Hipper hajói 10:55-kor hagyták el a Jade torkolatát és a Hochseeflotte nagyobbik része 13:40-kor követte őket. A Seydlitz útközben aknára futott és emiatt vissza kellett fordulnia. A többi csatacirkáló ellenállás nélkül támadta Lowestoftot, majd Yarmouth felé továbbhaladva a Harwichban állomásozó különítmény (Harwich Force) cirkálóival találkoztak. Rövid tűzpárbaj után a britek visszavonultak. Ekkor Scheer, akit értesítettek a Grand Fleetnek kifutásáról Scapa Flow-ból, szintén a visszavonulás mellett döntött.

### Skagerraki csata
Az Ostfriesland részt vett a skagerraki csatába torkolló hadműveletben 1916. május 31-én. A Hochseeflotte ismét azzal a szándékkal hajózott ki, hogy a brit flotta egy kisebb részét elfogja és megsemmisítse, még mielőtt az ellenséges főerők beérhettek volna. Az Ostfriesland a hadművelet során az I. csatahajóraj élén a csatasor kilencedik egységeként haladt Scheer zászlóshajója, a Friedrich der Große mögött és a Thüringen előtt. Az I. csatahajóraj előtt a III. csatahajóraj Kaiser- és König-osztályú csatahajói haladtak. A II. csatahajóraj elavult pre-dreadnoughtjai a csatasor hátsó részét képezték. Az Ostfriesland szolgált az I. csatahajóraj parancsnokának, Erhardt Schmidt altengernagynak zászlóshajójaként, aki egyben Scheer után a második volt a parancsnoki rangsorban.
Röviddel 16:00 előtt az I. felderítőcsoport (Aufklärungsgruppe I) csatacirkálói összetalálkoztak David Beatty 1. csatacirkálórajával (1st Battle Cruiser Squadron) és a melléjük rendelt 5. csatahajórajjal (5th Battle Squadron). A kialakuló tűzharcban előbb röviddel 17:00 után az Indefatigable, majd nem egészen fél órával később a Queen Mary csatacirkáló repült a levegőbe. A túlerő elől visszavonuló német csatacirkálók a Hochseeflotte fő erői elé csalták Beatty kötelékét és 17:30-ra látótávolságon belülre kerültek egymáshoz. 17:45-kor Scheer 2 pontos (22° 30’-os) fordulót rendelt el balra, hogy hajóival közelebb kerülhessen a britekhez és egy perccel később kiadta a tűzparancsot. Amíg az élen haladó csatahajók a brit csatacirkálókat lőtték, addig az Ostfriesland és tíz másik csatahajó a 2. könnyűcirkálórajt (2nd Light Cruiser Squadron) vették tűz alá. Az Ostfriesland, a Kaiser és a Nassau a Southamptont vette célba, de csak a Nassau tudott elérni egy találatot. Az Ostfriesland negyed órával később áthelyezte a tüzét a Birminghamre és a Nottinghamre, de találatot nem ért el. Röviddel 19:15 után a meghibásodott Warspite a lőtávolán belülre került és 19:25-kor tüzet nyitott rá a fő tüzérségével 9900-13 700 méter távolságból tüzet nyitott rá és a harmadik illetve negyedik sortüze után találatok elérését jelentették. Ez idő alatt a Warspite-ot 13 nehéz lövedék találta el.
20:15-kor a németek másodszorra is belefutott a Grand Fleet csatavonalába és Scheer ismét 180 fokos fordulót rendelt el 20:17-kor, melyet a csatacirkálók és rombolók támadása fedezett. Látva az előtte haladó csatahajókat ért heves tüzet, a hadmozdulat meggyorsítására Schmidt az Ostfrieslanddal még a parancs végrehajtására való utasítás előtt megkezdte a fordulót, nem várva meg, hogy a mögötte haladó Thüringen kezdhesse meg azt. Ez a manőver némi zavart okozott az elől haladó III. csatahajórajnál, de a hajók hamar visszatértek a kijelölt helyükre.
23:30 körül a németek rendezték vonalaikat és felkészültek az éjszakai összecsapásra. Az Ostfriesland a 24 egységből álló csatavonal nyolcadik hajója volt. Egy órával később a német csatavonal élén haladó hajók összetalálkoztak a brit formáció végére helyezett könnyű erőkkel és heves közelharc bontakozott ki. 01:10 körül az eltévedt Black Prince tévedésből a német csatavonalba akart besorolni. A Thüringen a fényszóróival megvilágította a brit hajót és 30,5 cm-es ágyúival sortüzet lőtt ki rá. Az Ostfriesland a 15 cm-es, a Kaiser a 30,5 cm-es ágyúival vette célba a brit hajót és az a rázúduló össztűzben egy percen belül heves robbanások közepette megsemmisült. Teljes 857 fős legénysége odaveszett. Ezen kívül a csata során részt vett még egy romboló elsüllyesztésében is.
Hajnalra a Hochseeflotte a heves összecsapások révén keresztülverekedte magát a brit könnyűcirkálók és rombolók vonalán és kiért a Horns Revhez 04:00-ra. A már hazafelé tartó Ostfriesland jobb oldalával 06:20-kor aknára futott, melyet még május 4-én telepített a Abdiel romboló. Mivel tengeralattjáró által kilőtt torpedónak vélték a találatot, az Ostfrieslanddal kitérő manőverbe kezdtek és elhagyták a csatavonalat, majd alacsony sebességgel haladva lemaradtak a többi csatahajó mögött. A hátralévő út során a V3, a V5 és rövid ideig a G11 rombolók biztosították. 10:40-re a sebességét 15 csomóra növelték.
A tengeralattjáró elleni védelmének megerősítésére egy repülőcsónakot rendeltek fölé, mely 12:20-kor egy brit tengeralattjárót vélt felfedezni. Az Ostfriesland emiatt kitérő manőverbe kezdett, melynek hatására az aknarobbanásban kisebb mértékben megrongálódott válaszfal felszakadt és a beáramló újabb víztömeg miatt a hajó 4,75 fokban megdőlt a jobb oldalára. Emiatt a sebességét ismét mérsékelni kellett és 14:20-kor szivattyúval felszerelt hajó segítségét kérte, azonban 14:45-re a vízbetörést sikerült megállítani és sikeresen elért a Jadéhoz. Eközben sikerült folyamatosan 10 csomóra gyorsítania és 18:15-kor befutott Wilhelmshavenbe. Az akna egy 12×5 méteres rést ütött a hajótesten, melyen át 500 tonna tengervíz tört be. A torpedórekesz válaszfalának 12:20-kor történt rongálódása után további nagy mennyiségű víz tört be, de a károsodás mértékéről szóló jelentések nem maradtak fent teljes mértékben. Az Ostfriesland ezt követően Wilhelmshavenben szárazdokkba került és egészen július 25-ig javították. A csata során a csatahajó 111 30,5 cm-es, 101 15 cm-es és egyetlen 8,8 cm-es lövedéket lőtt ki. Egyetlen sérülése az akna robbanása nyomán keletkezett, mely egy ember halálát és tíz sebesülését okozta.

### Későbbi hadműveletek
Scheer 1916. augusztus 18-án megkísérelte végrehajtani a május 31-re tervezett eredeti hadműveletet és Sunderland kikötőinek lövetésére hajózott ki a Hochseeflottéval. A két bevethető csatacirkáló, a Moltke és a Von der Tann három csatahajó támogatásával hajtotta volna végre a partok elleni támadást, melynek a hadi infrastruktúra rombolása mellett a fő célja ismét Beatty csatacirkálóinak előcsalogatása lett volna. Az angol partok megközelítésekor Scheer délkeletnek fordult egy léghajó téves észlelése miatt, melyben a Harwichból indult könnyű erők között csatahajókat is vélt felfedezni. Emiatt a Sunderland elleni támadásra nem került sor. 14:35-kor Scheert értesítették a Grand Fleet kötelékeinek gyülekezéséről északi irányban. Mivel a kiszemelt kisebb kötelékkel (Harwich Force) a várt időben nem találkozott össze, Scheer a visszavonulás mellett döntött.
Az Ostfriesland az I. csatahajóraj többi egységével együtt szeptember 25-26-án a Terschelling előtti homokpad irányába tett aknamentesítő akciót biztosította, majd részt vettek Scheer október 18–20-án vezetett újabb hadműveletében a Dogger-pad irányába.
1917 nagy részében az Ostfriesland a Német-öbölben végzett őrjáratokat. Az Albion hadművelet alatt testvérhajóival a dán szorosokat őrizte, hogy bármilyen brit közbeavatkozási próbálkozást megakadályozzanak. Október 28-án a négy hajó megérkezett a Putziger Wiekhez, egy Danzigtól nyugatra lévő öbölbe és innen másnap indultak Arensburgba. November 2-re a hadműveletet sikeresen befejezték és az Ostfriesland visszaindulhatott az Északi-tengerre. 1918 január 22-én Friedrich Boedicker altengernagy, a raj új parancsnoka húzta fel a zászlaját az Ostfrieslandon, márciusban pedig Hans Herr sorhajókapitány lett a hajó új parancsnoka. Április 23–24-én részt vett a Hochseeflotte utolsó előretörésében az Északi-tengeren. A britek bár tudomást szereztek a hadműveletről, a Grand Fleet nem futott ki ellenük.
A tervezett Zárókő hadművelet (Unternehmen Schlußstein) során az Ostfriesland, a Thüringen valamint a Nassau csatahajókból álló különleges egység feladata Szentpétervár megszállásában való részvétel lett volna augusztus 23-24-én. A három hajó augusztus 10-én ért a Baltikumba, de a hadműveletet elhalasztották, majd törölték. A különleges egységet augusztus 21-én feloszlatták és a csatahajók augusztus 23-án visszatértek Wilhelmshavenbe. Október 2-án az I. csatahajóraj többi egységével együtt a Flandriából visszatérő tengeralattjárók biztosítására állt készenlétben.

## A háború után
Az Ostfriesland is részt vett volna az 1918. október végére tervezett hadműveletben, melyre napokkal a fegyverszünet életbe lépése előtt került volna sor. A tervek szerint a Hochseeflotte csatára kényszerítette volna a Grand Fleetet a Temze irányába valamint a flamand partoknál végrehajtott akciókkal. Scheer főtengernagy (Großadmiral) ezzel a hadművelettel kívánt kedvezőbb pozíciót elérni a tárgyalóasztalnál. A háborúba belefáradt tengerészek egy része azonban úgy érezte, hogy ezzel tovább húzódna a konfliktus. 1918. október 29-én kiadták a parancsot a másnapi indulásra. Az éjjel folyamán azonban számos csatahajó fedélzetén lázadások törtek ki, ami Hippert és Scheert arra kényszerítette, hogy végül feladják a tervezett hadműveletet. A császár a kialakult helyzetet így kommentálta: „Nincs már többé flottám”. Az Ostfrieslandot november 21. és 25. között leszerelték, november 30-án pedig feloszlatták a hajóraj parancsnokságát. December 16-án kivonták a szolgálatból és ezt követően lakóhajóként használták.
Németország 1918 novemberi kapitulációja után a Hochseeflotte nagy része Ludwig von Reuter ellentengernagy vezetésével az internálásra kijelölt helyre, Scapa Flow-ba hajózott. A régebbi Nassau- és Helgoland-osztályú csatahajók nem szerepeltek az internálandó hajók listáján. Mikor június 21-én a brit flotta hadgyakorlatozás céljából elhagyta Scapa Flow-t, 11:20-kor Reuter kiadta a parancsot a hajók elsüllyesztésére.
Ezt követően a régebbi csatahajókat is elkobozták a németektől. 1919. november 5-én törölték a német haditengerészet állományából és "H" megjelöléssel átadták az antantnak. Egészen 1920. április 7-ig Németországban maradt, majd ekkor német legénységgel Rosythba hajózott. Az osztozkodásban az Egyesült Államokhoz kerülő hajó fedélzetére április 9-én amerikai személyzet érkezett és a US Navy szolgálatába állították, majd New Yorkba hajóztak vele. Az év szeptember 20-án kivonták a szolgálatból.
1921. január 4-én New Yorkot elhagyva utolsó útjára indult, hogy Virginia Beach előtt a Henry-foknál légitámadások célhajójaként szolgáljon. Júliusában az Egyesült Államok hadseregének és haditengerészetének repülői a Henry-foknál légitámadási hadgyakorlatok sorozatát hajtotta végre, melyeket Billy Mitchell tábornok vezetett le. A hadgyakorlatok célpontjai kiselejtezett amerikai és korábbi német hadihajók voltak, köztük a Frankfurt könnyűcirkáló és végül az Ostfriesland, melyre utóbbira július 20-án került sor. Helyi idő szerint 13:30-kor első hullámban 100 kg-os bombákkal támadták az egy helyben álló hajót Martin-bombázók. A ledobott 33 bombából 8 találta el a célpontot, majd megvizsgálták az általuk okozott károkat. A második hullámban támadó kötelék is hasonló bombákkal támadott, majd a harmadik és negyedik hullám már 270 kg-os bombákkal érkezett. Öt találat érte a célpontot, de csak csekély károkat okoztak a hajó felső részében. A hajó mellé közvetlenül becsapódó bombák azonban jelentős károkat okoztak a vízvonal alatt a hajótestben és a beáramló vízmennyiség következtében öt fokban megdőlt a bal oldalára és a merülése hátul közel egy méterrel nőtt. A délutánra tervezett bombázást egy vihar miatt félbe kellett szakítani.

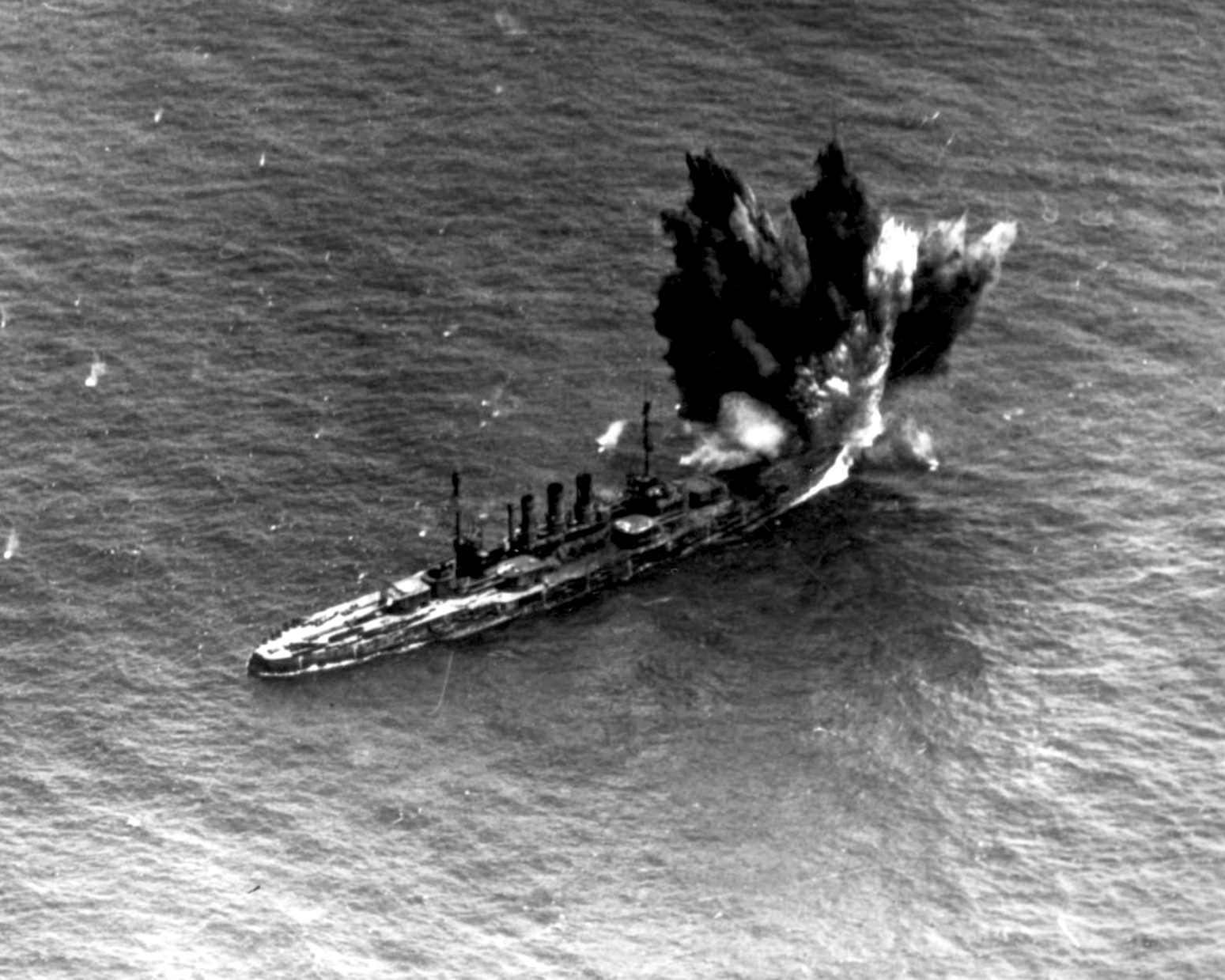
bombatalálat az Ostfrieslandon

Július 21-én reggel hajtották végre az ötödik támadást. 08:52-kor a hadsereg bombázója dobott le elsőként egy 450 kg-os bombát, mely eltalálta a hajót. Másik négy bombázó újabb két találatot ért el. Ekkor újra megvizsgálták a hajót és megállapították, hogy nem érték komolyabb károk, bár az egyik jobb oldalán becsapódó bomba nyomán egy nagy lyuk keletkezett és újabb vízbetörést okozott. Délre másfél méterrel megsüllyedt a tatja és 30 cm-rel az orra. 12:19-kor a hatodik hullám Handley Page H.P.16 gépei immár 910 kg-os bombákkal felszerelve csaptak le rá. A ledobott hat bomba egyike sem találta el, de három a hajótest mellett közvetlenül robbant fel. 12:30-kor az Ostfriesland tatja gyorsan süllyedni kezdett és közben bal oldalára fordult. 12:40-kor a hajó teljesen átfordult és elsüllyedt. A hajó roncsa még mindig az elsüllyedésének helyén található (♁ É 37° 9′ 8″, Ny 74° 34′ 3″ koordinátákon) 125 méteres mélységben. A hadgyakorlatok eredményeit széles körben ismertették és Mitchellből nemzeti hős és a repülés "csalhatatlan prófétája" lett.
Az Egyesült Államok haditengerészetének vezetése azonban felháborodott azon, ahogy Mitchell végrehajtotta a teszteket. A 910 kg-os bombák használatát ugyanis nem engedélyezte a haditengerészet. Mitchell bombázói nem tették lehetővé a haditengerészet megfigyelőinek, hogy az előírások szerint a támadások között a hajóra átszállva megfigyelhessék azok eredményeit. A hadsereg és a haditengerészet által egy hónappal később közösen kiadott jelentés, melyet John Pershing tábornok írt alá, megállapította, hogy a csatahajók továbbra is a flotta gerincét képezik („the battleship is still the backbone of the fleet”). Mitchell megírta saját, ennek ellentmondó jelentését a tesztekről, melyet aztán kiszivárogtattak a sajtónak. A csatahajó elsüllyesztésének ügye nagy vitát keltett: Mitchell támogatói felnagyították a tesztek jelentőségét azt állítva, hogy az Ostfriesland egy elsüllyeszthetetlen szuper-csatahajó volt. William Borah szenátor amellett érvelt, hogy a tesztek a csatahajókat elavulttá tették. Mitchellt ünnepelte a sajtó, bár az egyre növekvő harciassága miatt végül hadbíróság elé állították engedetlenség vádjával és idő előtti nyugdíjbavonulásra kényszerítették.

## Kapitányok
| Név                      | Rang            | Parancsnokságának ideje                  |
| ------------------------ | --------------- | ---------------------------------------- |
| Walter Engelhart         | sorhajókapitány | 1911. augusztus 1. – 1915. augusztus 23. |
| Ernst-Oldwig von Natzmer | sorhajókapitány | 1915. augusztus 24. – 1918. március 25.  |
| Hans Herr                | sorhajókapitány | 1918. március 25. – 1918. november 30.   |

## Fordítás
- Ez a szócikk részben vagy egészben  a   SMS Ostfriesland című angol Wikipédia-szócikk ezen változatának fordításán alapul.  Az eredeti cikk szerkesztőit annak laptörténete sorolja fel. Ez a jelzés csupán a megfogalmazás eredetét és a szerzői jogokat jelzi, nem szolgál a cikkben szereplő információk forrásmegjelöléseként.
- Ez a szócikk részben vagy egészben  a   SMS Ostfriesland című német Wikipédia-szócikk ezen változatának fordításán alapul.  Az eredeti cikk szerkesztőit annak laptörténete sorolja fel. Ez a jelzés csupán a megfogalmazás eredetét és a szerzői jogokat jelzi, nem szolgál a cikkben szereplő információk forrásmegjelöléseként.

## Linkek
- Az Ostfriesland és a Frankfurt elsüllyesztése némafilmen
- S.M.S. Ostfriesland (német)

## Képek

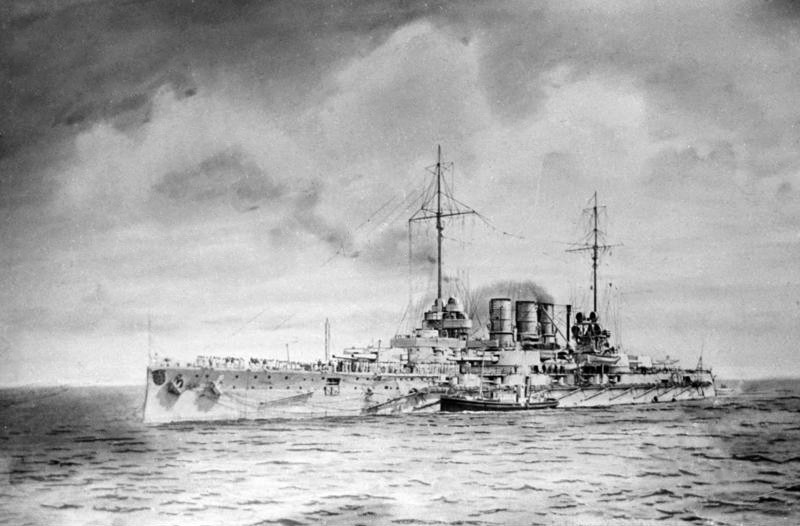
az Ostfrieslandot ábrázoló rajz 1911-ből
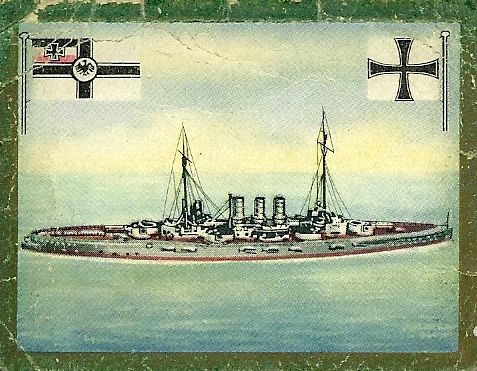
az Ostfriesland egy gyufásdobozon

Légitámadások

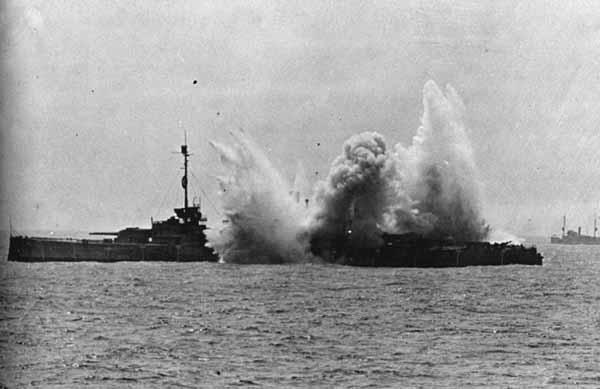
találat a hátsó lövegtornyok között
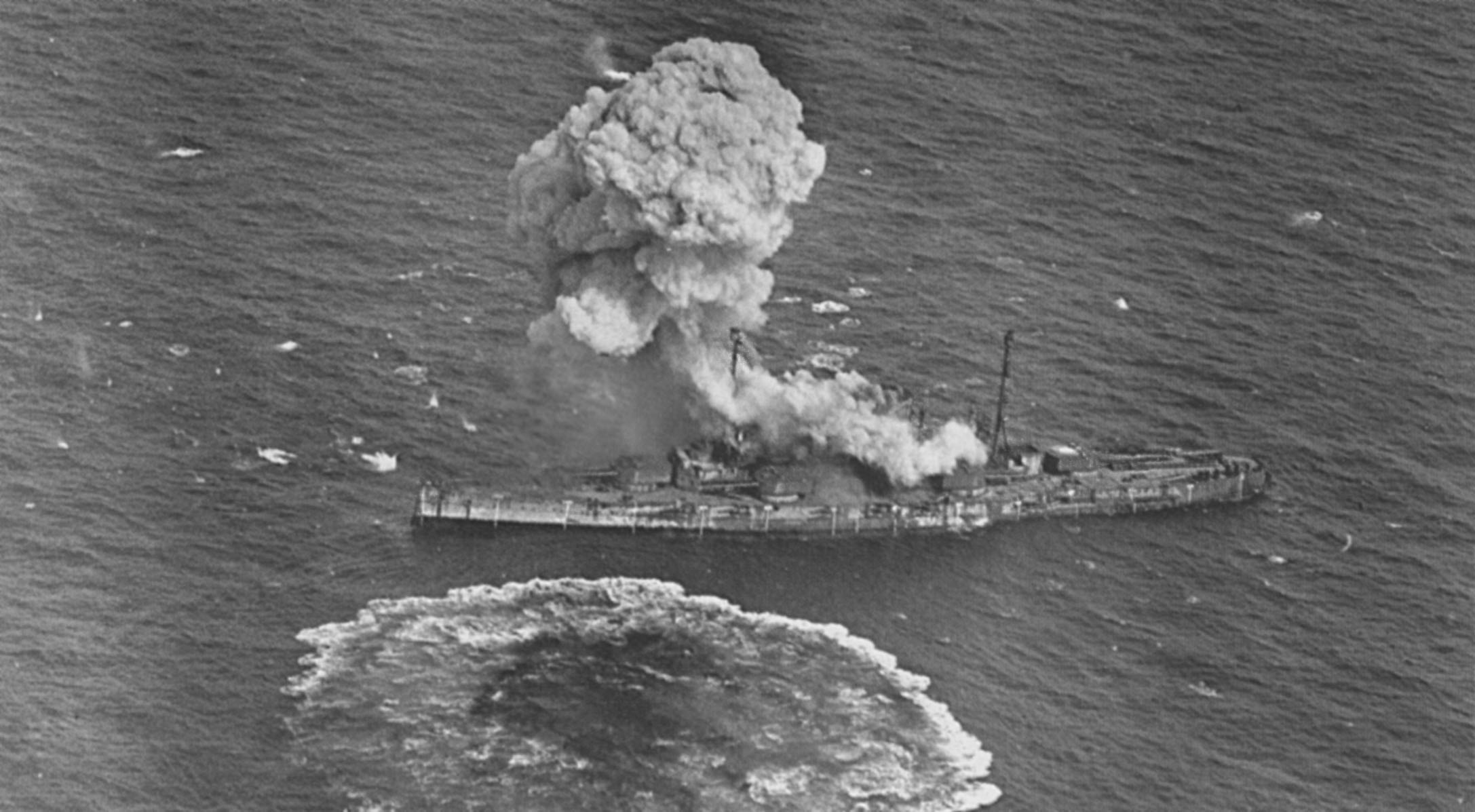
telitalálat és közelben becsapódó bomba nyoma
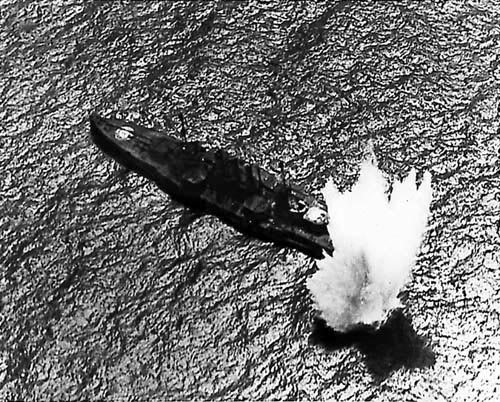
közeli találat
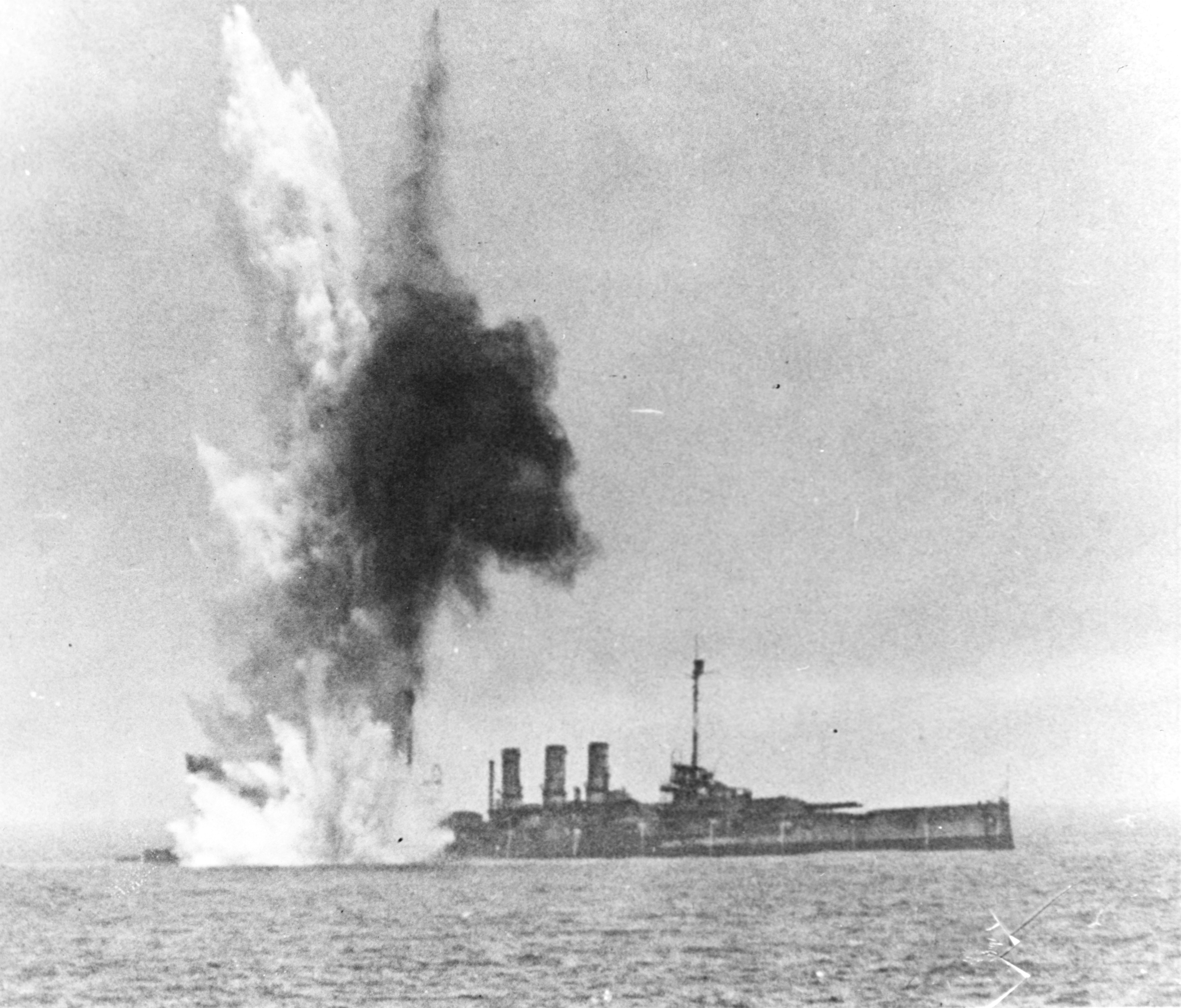
egy 910 kg-os bomba találata
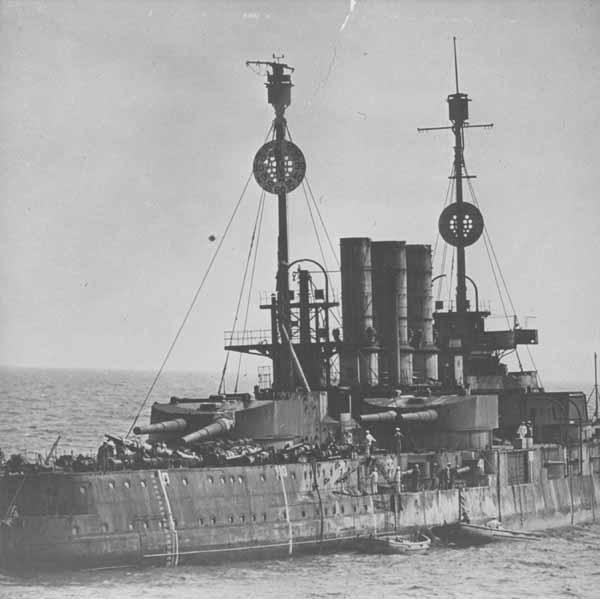
fedélzetén vizsgálják a találatok eredményeit
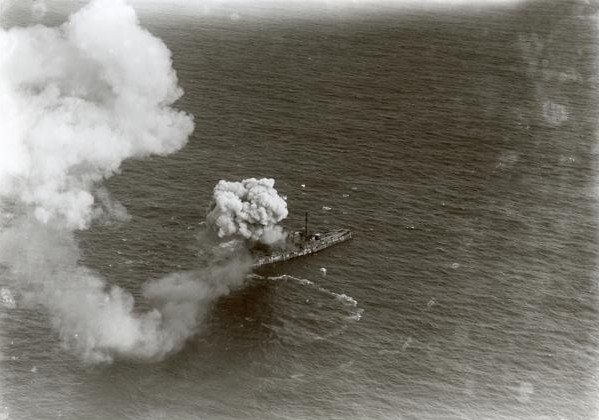
találat légifelvételen
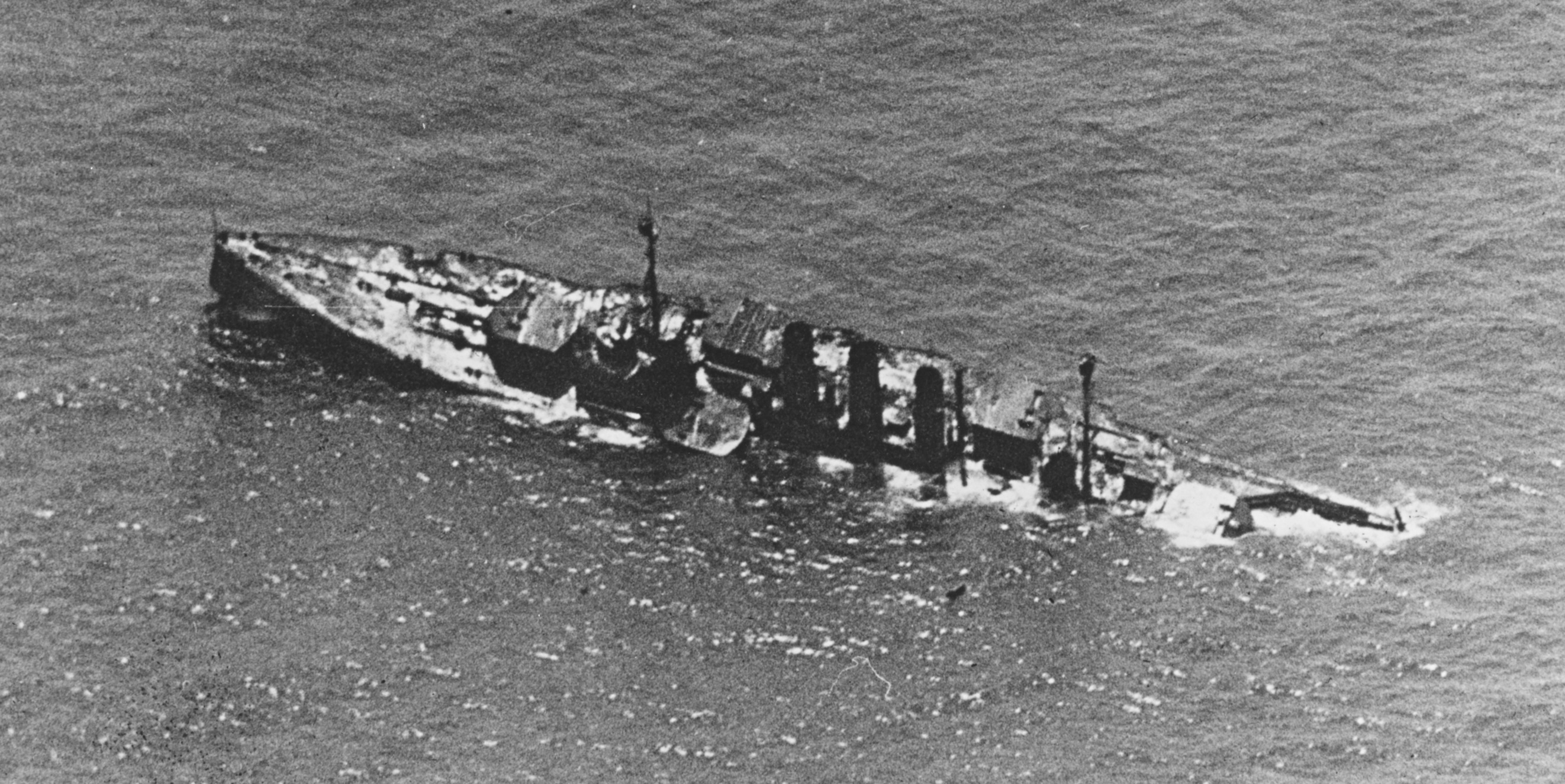
tatja süllyedőben
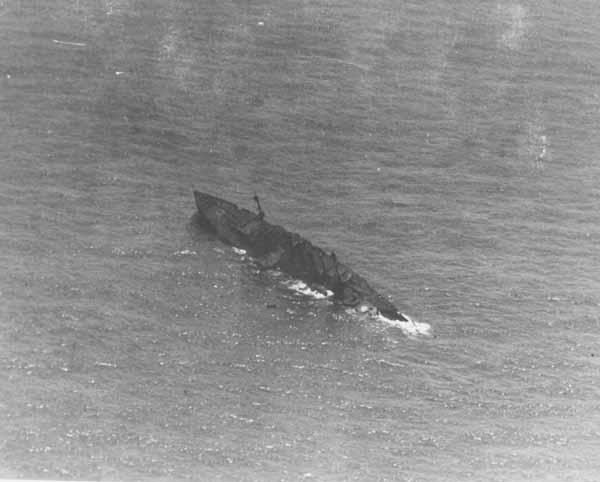
utolsó pillanatok